# Richard Kilty
Richard Kilty (Stockton-on-Tees, 2 de setembro de 1989) é um atleta britânico.
Nos Jogos Olímpicos de Verão de 2020, conquistou a medalha de prata na prova de revezamento 4x100 metros masculino com o tempo de 37.51 segundos, ao lado de Chijindu Ujah, Zharnel Hughes e Nethaneel Mitchell-Blake. No entanto a equipe britânica foi desclassificada em 18 de fevereiro de 2022 após Ujah testar positivo para o agente anabólico ostarina e o esteroide S-23, considerados dopantes.
Kilty é um dos poucos atletas britânicos a ganhar medalhas em todos os principais campeonatos indoor e outdoor, incluindo ouro nos Jogos da Commonwealth e no Campeonato Europeu como corredor de revezamento.